# Rodgers Beach
Rodgers Beach är en strand i Aruba (Kungariket Nederländerna). Den ligger i den sydöstra delen av landet, 20 km sydost om huvudstaden Oranjestad. 